# 續古今和歌集
《續古今和歌集》，是繼《古今》、《後撰》、《拾遺》、《後拾遺》、《金葉》、《千載》、《新古今》、《新敕撰》、《續後撰》後第十一本敕撰和歌集。與《新敕撰》、《續後撰》、《續拾遺》、《新後撰》、《玉葉》、《續千載》、《續後拾遺》、《風雅》、《新千載》、《新拾遺》、《新後拾遺》、《新續古今》並稱為十三代集。部立分作春（上下）、夏、秋（上下）、冬、神祇、釋教、離別、羇旅、戀（1-5）、哀傷、雜（上中下）、賀，共計二十卷，錄1915首和歌。後嵯峨上皇於正元元年（1259年）勅藤原為家撰集，弘長二年（1262年）又命九條基家、衣笠家良、六條行家、葉室光俊四人一同撰集。
『續古今和歌集』之形式與内容，有意師承『新古今和歌集』，故歌風較『續後撰和歌集』、『新敕撰和歌集』華麗，亦有相當顯著地傾倒於古風。平安時代所作古歌，在本集首次被敕撰集所採錄者，不在少數。

## 校注
- 久保田淳、藤川功和、山本啓介、木村尚志校注『續古今和歌集　和歌文學大系38』明治書院、2019年

## 外部連結
- 續古今和歌集
- 和歌Data Base 續古今和歌集

1. ↑  日本古典文学大辞典編集委員会『日本古典文学大辞典第3巻』岩波書店、1984年4月、406-407頁。
2. ↑  https://ja.wikipedia.org/wiki/%E7%B6%9A%E5%8F%A4%E4%BB%8A%E5%92%8C%E6%AD%8C%E9%9B%86